# Серби-криптохристияни
Серби-криптохристияни — спільнота сербів, які при зовнішньому долученні до ісламу таємно сповідували християнство.
Після османських завоювань сербських земель наприкінці XIV століття почалося навернення православних сербів. Костянтин Островицький (1455—1463 рр.), османський яничар сербського походження, говорив про криптохристиянських сербів у яничарському корпусі, навернених хлопчиками через Девшірме. Перше задокументоване свідчення про криптохристиянство в сербів походить від османсько-сербського делі (воїна), який сповідався французькому послу при османському дворі 1568 року. Він зізнається, що належить до сербської нації та віри, що живе з турками і видає себе (мусульманином), але народився християнином і в серці є християнином. Релігійний синкретизм у сербських родинах задокументований в османських документах. Перепис 1848 року в османському Нові-Пазарі показує випадки, коли «один брат вірить у Христа, інший — у Мухаммеда», а також кілька випадків, коли батько християнин, а його сини мусульмани. У районі Санджаку (історична Рашка) навіть після Першої світової війни деякі вдови-християнки виходили заміж повторно за мусульман і залишалися таємними християнками, залишаючись «справжніми мусульманками» в суспільстві.
Антропологічні дослідження засвідчують, що мусульманські сім'ї згадують свою славу (традицію святого покровителя), тоді як деякі мусульманські сім'ї в ХІХ та ХХ століттях, як було записано, все ще вшановували свого святого покровителя та Різдво.
Сербська історіографія використовувала існування релігійного синкретизму та криптохристиянства в Боснії та Герцеговині як доказ сербського походження боснійських мусульман.
У сербській і південнослов'янській мовах також вживається термін двоверство («двовір'я»).

## Подальше читання
- Skendi, Stavro (June 1967). Crypto-Christianity in the Balkan Area under the Ottomans. Slavic Review. Association for Slavic, East European, and Eurasian Studies. 26 (2): 227—246. doi:10.2307/2492452. JSTOR 2492452.
- Bartolomé Bennassar; Lucile Bennassar (1989). Les chrétiens d'Allah: l'histoire extraordinaire des renégats, XVIe et XVIIe siècles. Perrin. ISBN 978-2-262-00721-8. (фр.)